# Élections régionales de 2001 en Rhénanie-Palatinat
Les élections régionales de 2001 en Rhénanie-Palatinat (en allemand : Landtagswahl in Rheinland-Pfalz 2001) se tiennent le 25 mars 2001, afin d'élire les 101 députés de la 14e législature du Landtag, pour un mandat de cinq ans.
Le scrutin est marqué par la victoire du SPD du ministre-président Kurt Beck, qui rate de deux sièges la majorité absolue. Il se maintient au pouvoir en confirmant sa coalition avec le FDP.

## Mode de scrutin
Le Landtag est constitué de 101 députés (en allemand : Mitglied des Landtags, MdL), élus pour une législature de cinq ans au suffrage universel direct et suivant le scrutin proportionnel de Hare.
Chaque électeur dispose de deux voix : la première lui permet de voter pour un candidat de sa circonscription, selon les modalités du scrutin uninominal majoritaire à un tour, le Land comptant un total de 51 circonscriptions ; la seconde voix lui permet de voter en faveur d'une liste de candidats présentée par un parti au niveau du Land.
Lors du dépouillement, l'intégralité des 101 sièges est répartie en fonction des secondes voix récoltées, à condition qu'un parti ait remporté 5 % des voix au niveau du Land. Si un parti a remporté des mandats au scrutin uninominal, ses sièges sont d'abord pourvus par ceux-ci.
Dans le cas où un parti obtient plus de mandats au scrutin uninominal que la proportionnelle ne lui en attribue, la taille du Landtag est augmentée jusqu'à rétablir la proportionnalité.

## Campagne

### Principaux partis et chefs de file
| Parti | Parti                                                                              | Chef de file                                  | Résultats de 1996          |
| ----- | ---------------------------------------------------------------------------------- | --------------------------------------------- | -------------------------- |
|       | Parti social-démocrate d'Allemagne Sozialdemokratische Partei Deutschlands         | Kurt Beck (Ministre-président)                | 39,8 % des voix 43 députés |
|       | Union chrétienne-démocrate d'Allemagne Christlich Demokratische Union Deutschlands | Christoph Böhr                                | 38,7 % des voix 41 députés |
|       | Parti libéral-démocrate Freie Demokratische Partei                                 | Hans-Arthur Bauckage (Ministre de l'Économie) | 8,9 % des voix 10 députés  |
|       | Alliance 90 / Les Verts Bündnis 90/Die Grünen                                      | Ise Thomas                                    | 6,9 % des voix 7 députés   |

### Sondages
| Institut            | Date       | CDU    | SPD    | Verts | FDP    |
| ------------------- | ---------- | ------ | ------ | ----- | ------ |
| Institut            | Date       |        |        |       |        |
| Infratest           | 15.03.2001 | 35,0 % | 43,0 % | 6,0 % | 9,0 %  |
| FgW                 | 09.03.2001 | 36,0 % | 44,0 % | 6,0 % | 8,0 %  |
| Infratest           | 01.03.2001 | 39,0 % | 44,0 % | 5,0 % | 7,0 %  |
| Psephos             | 20.02.2001 | 37,0 % | 41,0 % | 7,0 % | 9,0 %  |
| Forsa               | 01.02.2001 | 37,0 % | 40,0 % | 8,0 % | 11,0 % |
| Polis               | 04.01.2001 | 39,0 % | 42,0 % | 5,0 % | 7,0 %  |
| Infratest           | 30.11.2000 | 40,0 % | 43,0 % | 5,0 % | 7,0 %  |
| Psephos             | 27.10.2000 | 38,0 % | 41,0 % | 6,0 % | 9,0 %  |
| Infratest           | 28.09.2000 | 43,0 % | 40,0 % | 5,0 % | 7,0 %  |
| Dernières élections | 24.03.1996 | 38,7 % | 39,8 % | 6,9 % | 8,9 %  |

## Résultats

### Voix et sièges
|                                   | Parti social-démocrate d'Allemagne (SPD)     | Parti social-démocrate d'Allemagne (SPD)     | 789 660   | 43,44 | 30        | 6             | 820 610   | 44,75 | 19 | 49  | 6             |  |  |  |
|                                   | Union chrétienne-démocrate d'Allemagne (CDU) | Union chrétienne-démocrate d'Allemagne (CDU) | 723 214   | 39,78 | 21        | 6             | 647 238   | 35,29 | 17 | 38  | 3             |  |  |  |
|                                   | Parti libéral-démocrate (FDP)                | Parti libéral-démocrate (FDP)                | 134 729   | 7,41  | 0         | en stagnation | 143 427   | 7,82  | 8  | 8   | 2             |  |  |  |
|                                   | Alliance 90 / Les Verts (Grünen)             | Alliance 90 / Les Verts (Grünen)             | 92 702    | 5,10  | 0         | en stagnation | 95 567    | 5,21  | 6  | 6   | 1             |  |  |  |
|                                   | Autres                                       | Autres                                       | 77 615    | 4,27  | 0         | en stagnation | 127 004   | 6,93  | 0  | 0   | en stagnation |  |  |  |
|                                   |                                              |                                              |           |       |           |               |           |       |    |     |               |  |  |  |
| Votes valides                     | Votes valides                                | Votes valides                                | 1 817 920 | 96,70 |           |               | 1 833 846 | 97,55 |    |     |               |  |  |  |
| Votes blancs et nuls              | Votes blancs et nuls                         | Votes blancs et nuls                         | 62 040    | 3,30  | 46 114    | 2,45          |           |       |    |     |               |  |  |  |
| Total                             | Total                                        | Total                                        | 1 879 960 | 100   | 51        | en stagnation | 1 879 960 | 100   | 50 | 101 | en stagnation |  |  |  |
| Abstentions                       | Abstentions                                  | Abstentions                                  | 1 145 130 | 37,85 |           |               | 1 145 130 | 37,85 |    |     |               |  |  |  |
| Nombre d'inscrits / participation | Nombre d'inscrits / participation            | Nombre d'inscrits / participation            | 3 025 090 | 62,15 | 3 025 090 | 62,15         |           |       |    |     |               |  |  |  |